# Hold Me (álbum de Laura Branigan)
Hold Me es el cuarto álbum de estudio de la cantante estadounidense Laura Branigan, publicado el 15 de julio de 1985 por Atlantic Records. El álbum alcanzó el número 71 en el Billboard 200 de Estados Unidos. y llegó al top 10 en Suecia, Suiza y al top 15 en Noruega.
El sencillo principal del álbum, «Spanish Eddie», le valió a Branigan su sexto top 40 en dos años y medio, alcanzando el número 40 en la lista Billboard Hot 100, y tuvo un éxito moderado fuera de Estados Unidos. Los siguientes sencillos, «Hold Me» y «I Found Someone», no tuvieron repercusión, alcanzando los números 82 y 90 en la lista Billboard Hot 100, respectivamente. Sin embargo, «Hold Me» alcanzó el número 39 en la lista Hot Dance/Disco Club Play de Billboard, mientras que «I Found Someone» llegó al número 25 en la lista Hot Adult Contemporary.
El tema «When the Heat Hits the Streets» se utilizó en una campaña publicitaria televisiva para el Chrysler Laser, patrocinador de la gira Hold Me 1985-1986 de Branigan (en el vídeo musical de «Spanish Eddie» aparece un Chrysler Laser).
Según Branigan, "el álbum es una evolución con respecto a mis otros álbumes. Realmente siento que es la dirección en la que quiero ir. Mi voz es definitivamente más fuerte y el material es increíble. Sinceramente, no siento que haya nada de relleno".
Dos años más tarde en 1987, la canción «Maybe Tonight» sería versionada por Billy Branigan (hermano de Laura) para su álbum Make A Move.

## Lista de canciones
| Hold Me |                                  |                                            |          |  |
| N.º     | Título                           | Escritor(es)                               | Duración |  |
| 1.      | «Hold Me»                        | Beth Andersen, Bill Bodine                 | 4:43     |  |
| 2.      | «Maybe Tonight»                  | Jack White, Mark Spiro                     | 3:37     |  |
| 3.      | «Foolish Lullaby»                | White, Spiro                               | 4:18     |  |
| 4.      | «Spanish Eddie»                  | David Palmer, Chuck Cochran                | 4:08     |  |
| 5.      | «Forever Young»                  | Marian Gold, Frank Mertens, Bernhard Lloyd | 3:52     |  |
| 6.      | «When I'm with You»              | White, Spiro, Faltermeyer                  | 4:12     |  |
| 7.      | «I Found Someone»                | Michael Bolton, Mark Mangold               | 4:00     |  |
| 8.      | «Sanctuary»                      | Gary Usher, Tom Kelly                      | 3:32     |  |
| 9.      | «Tenderness»                     | White, Spiro, Laura Branigan               | 3:42     |  |
| 10.     | «When the Heat Hits the Streets» | Linda Schreyer, Cappy Capossela            | 3:43     |  |
| 39:47   |                                  |                                            |          |  |

## Posicionamiento en listas

### Listas semanales

##### Lista semanal de rendimiento deHold Me
| Listas (1985)                           | Mejor posición |
| --------------------------------------- | -------------- |
| Australia (Kent Music Report)           | 37             |
| Europa European Albums (Music & Media)  | 26             |
| Finlandia (The Official Finnish Charts) | 22             |
| Alemania (Offizielle Top 100)           | 31             |
| Japón (Oricon)                          | 75             |
| Noruega (VG-lista)                      | 12             |
| Suecia (Sverigetopplistan)              | 7              |
| Suiza (Schweizer Hitparade)             | 10             |
| Reino Unido (UK Albums Chart)           | 64             |
| Estados Unidos (Billboard 200)          | 71             |
| Estados Unidos Cash Box Top 200 Albums  | 65             |

### Listas de fin de año

##### Resultados de las listas de fin de año paraHold Me
| Lista (1985)                        | Posición |
| ----------------------------------- | -------- |
| Álbumes del periodo estival noruego | 17       |

## Créditos
- Laura Branigan - voz
- Harold Faltermeyer - arreglos (pistas 1, 4, 6, 7); todos los teclados y sintetizadores (incluyendo programación, batería electrónica y bajo)
- Mark Spiro - arreglos (pistas 2, 3, 6, 9, 10); todos los teclados y sintetizadores (incluyendo programación, batería electrónica y bajo), coros
- Eddie Arkin - arreglos (pistas 2, 3, 6, 9); todos los teclados y sintetizadores (incluyendo programación, batería electrónica y bajo)
- Tom Keane - arreglos (pista 5)
- Gary Usher - arreglos (pista 8)
- Jerry Hey - arreglos, trompa (pista 9); fliscorno (pista 6)
- Dann Huff, Michael Landau, Craig T. Cooper - guitarras
- Gary Herbig, Marc Russo - solos de saxofón
- Gary Grant, Larry Williams, Bill Reichenbach Jr. - trompas (pista 9)
- Nathan Alford Jr. - percusión
- Brian Malouf - percusión, todos los teclados y sintetizadores (incluyendo programación, batería electrónica y bajo)
- Nathan East, Larry Ball - bajo
- Bo Tomlyn, Michael Boddicker, Alan J. Pasqua, Steve Williams, Richard Ruttenberg, Michael Egizi, Michael Mason - todos los teclados y sintetizadores (incluyendo programación, batería electrónica y bajo)
- James Ingram, Jon Joyce, Richard Page, Joe Pizzulo, Jim Haas, Tom Kelly, Phillip Ingram, Beth Andersen, Maxine Anderson, Leslie Spiro, Kelly Bruss, Edie Lehmann, Andrea Robinson, Rod Burton, Kevin Dorsey, Tommy Funderburk, Kyle Henderson, George Merrill, Susan Boyd, Rosemary Butler, Jill Colucci, Angie Jaree - coros

### Técnica
- Jürgen Koppers, Brian Malouf, John Kovarek, Brian Reeves, John Van Nest, Ed Thacker, Dave Concors, Tom Whitlock, David Devore - ingeniería
- Steve Krause, Rick Butz, Peggy McAffee, Samii Taylor - asistencia de ingeniería
- Jürgen Koppers - mezcla[19]
- Brian Gardner - masterización[20]
- Jack White - producción (pistas 1-9)
- Harold Faltermeyer - producción (pistas 1, 7)
- Mark Spiro - producción asociada (pistas 2, 3, 6, 9); producción (track 10)

### Trabajo artístico
- Aaron Rapoport - fotografía
- Bob Defrin - dirección artística